# Daniel Petric
Daniel" Danny " Petric (nacido el 24 de agosto de 1991) es un asesino convicto de Wellington, Ohio. A los 16 años, disparó a sus padres después de que su padre confiscara su copia del videojuego Halo 3. Su madre murió, pero su padre logró recuperarse de una lesión grave. Está encarcelado de por vida, con la posibilidad de libertad condicional. Los estudios sobre la adicción a los videojuegos o los efectos de los videojuegos violentos en la sociedad, así como el control de armas, a menudo mencionan a Daniel Petric.

## Antecedentes
Daniel Petric, apodado Danny, era un adolescente que asistió a la escuela secundaria en Wellington, Ohio. Mientras que su casa estaba en el cercano municipio de Brighton, los informes de noticias lo identifican más a menudo como de Wellington. Su padre, Mark Petric, era un ministro pentecostal en la Asamblea de Dios de la Nueva Vida, en Wellington, y su madre se llamaba Susan Petric. Según su padre, tenía una relación amorosa con sus dos padres. Sus amigos y familiares lo describieron como un adolescente normal y feliz, sin problemas psicológicos que motivaran sus crímenes. Un estudiante recordó que era "amigable y divertido estar cerca". Otros feligreses señalaron que estaba entusiasmado con la Biblia. En términos de rendimiento académico, era un estudiante promedio en su escuela, y no tenía antecedentes de suspensión. "No hay nada que lo perfile como una fuente de violencia", según su superintendente.
Petric contrajo una infección por estafilococos a causa de una lesión de esquí en la nieve y estuvo confinado en casa durante un año debido a un daño grave en la columna vertebral. Fue introducido a los juegos de Halo por su amigo Jonathan Johnson y desarrolló una adicción en la que "los jugaba siete u ocho horas al día en la casa de Johnson". Halo es una serie de juegos violentos sobre una guerra con alienígenas, la mayoría de ellos calificados como " M " (maduros) para audiencias adultas por la ESRB. El padre de Daniel desaprobaba la violencia de los videojuegos. Después de que su hijo expresó su deseo de comprar los juegos de Halo, le ordenó que dejara de jugar los juegos o que se fuera de la casa. Daniel se mudó a la casa de Johnson durante el fin de semana, jugando con su amigo hasta dieciocho horas al día con descansos mínimos. Eso fue una semana antes del tiroteo. Pronto compró su propia copia del recientemente lanzado Halo 3 sin el conocimiento de su padre. Al encontrarlo llevándolo a la casa, su padre lo confiscó y lo colocó en una caja fuerte que también aseguraba una pistola Taurus PT92 de nueve milímetros (9 mm).

## Tiroteo

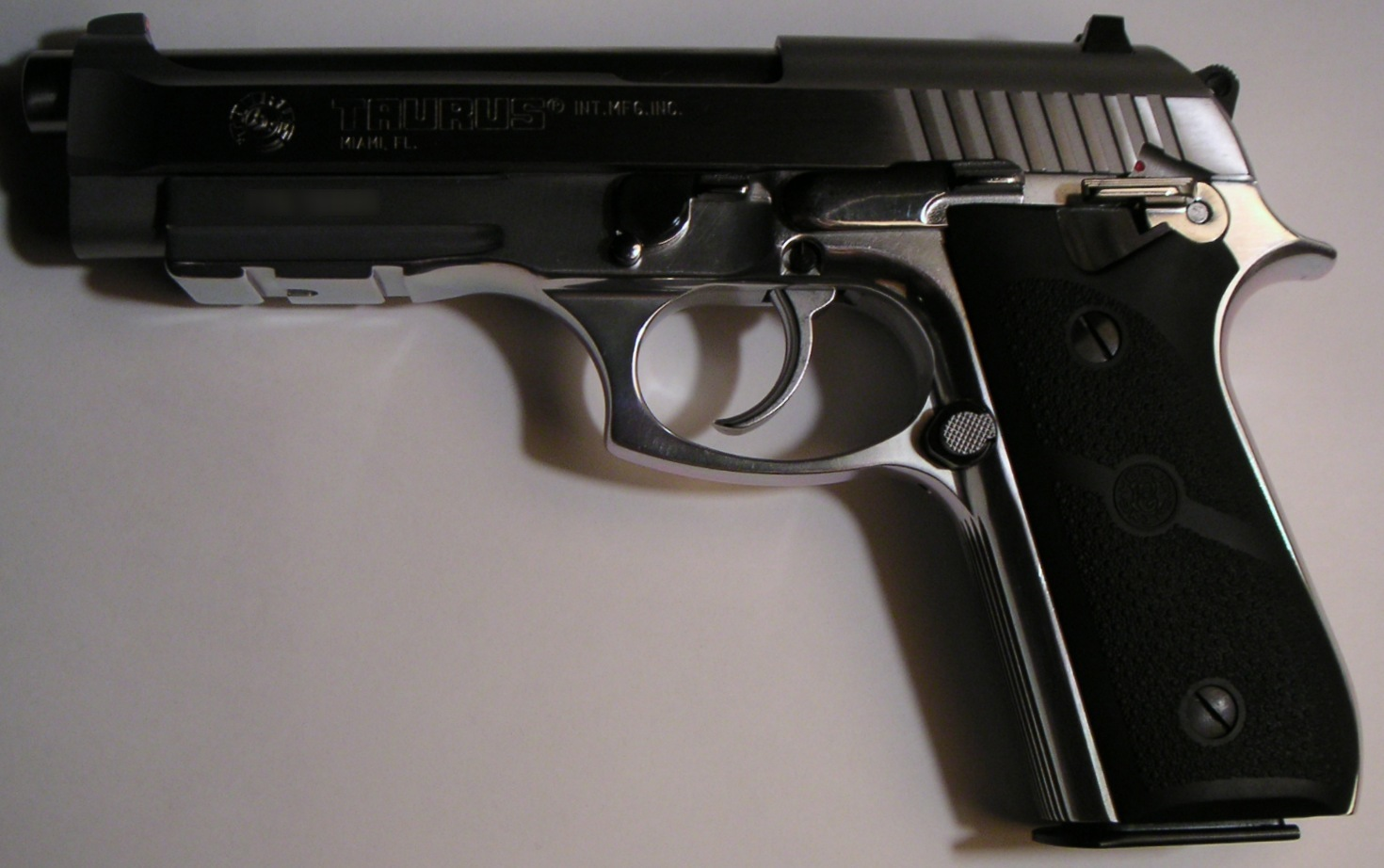
Una Taurus PT92, similar a la utilizada por Daniel Petric

El 20 de octubre de 2007, aproximadamente una semana después de que el juego fuera confiscado, Daniel encontró la llave de su padre para abrir la caja fuerte y robó el juego y el arma. Alrededor de las 7 de la tarde, Daniel se acercó detrás de sus padres mientras estaban sentados en un sofá y dijo: "Cierren los ojos, tengo una sorpresa para ustedes". Procedió a disparar a sus padres. Su padre dijo que " su cabeza se entumeció y vio sangre saliendo de su cráneo. "Susan Petric murió de heridas de bala en la cabeza, los brazos y el pecho. Daniel luego colocó el arma en la mano de su padre para que el crimen pareciera un asesinato-suicidio, diciéndole: "Oye papá, aquí está tu arma. Tómala."
Unos minutos más tarde, su hermana Heidi y su esposo, Andrew Archer, llegaron a la casa, planeando ver un partido de béisbol juntos en la televisión. Llegaron dos horas antes de lo previsto. Antes de que pudieran entrar a la casa, Daniel les dijo que no entraran; mintió diciendo que sus padres estaban peleando. Al oír gemidos, se abrieron paso a la fuerza y descubrieron las secuelas del tiroteo. Heidi llamó a la policía. Daniel se alejó en la camioneta familiar en un intento de escapar a la casa de un amigo, llevando a Halo 3 en el asiento del pasajero. La policía lo alcanzó y lo obligó a salir de la camioneta utilizando controles de carretera. Mientras Petric estaba siendo arrestado, gritó: "¡Mi papá le disparó a mi mamá!"

## Prueba
El juicio de Daniel se llevó a cabo del 15 al 17 de diciembre de 2008 en el Tribunal de Peticiones Comunes del Condado de Lorain en Elyria, Ohio. James Burge presidió como juez, y el acusado rechazó un juicio con jurado. Unos 25 jóvenes llegaron para apoyar a Petric. Varios de sus parientes y amigos testificaron, incluyendo a su familia inmediata, Jonathan Johnson, y su abuelo.
En el juicio, Daniel fue visto llorando. Su padre lo apoyó y anunció que el joven se había arrepentido profundamente de disparar a sus padres. "Todavía no entiende por qué hizo algo tan terrible", dijo Mark Petric en el juicio..

### Caso de procesamiento
El fiscal, Anthony Cillo, retrató a Petric como un asesino sin corazón. No mostró remordimiento por sus acciones, así lo afirmó, y trató de configurar el tiroteo como un suicidio. Había planeado su crimen cuidadosamente, sabiendo que Heidi Archer y su esposo planeaban entrar a la casa a las 9 PM, pero su plan se frustró cuando llegaron dos horas antes. En un informe psicológico ordenado por la defensa, Petric había informado al psicólogo que planeaba asesinar a sus padres durante una semana.

### Condena
Petric fue condenado por asesinato con agravantes, intento de asesinato con agravantes y manipulación de pruebas. Debido a su edad, Petric no pudo ser condenado a muerte. El juez lo condenó a cadena perpetua con la posibilidad de libertad condicional después de 23 años,que era la pena mínima. La pena máxima que Petric enfrentaba era cadena perpetua sin libertad condicional, recomendada por el fiscal.

## Consecuencias
El caso ha sido destacado en documentos y artículos sobre la adicción a los videojuegos y la violencia en los videojuegos. Microsoft, editor de Halo 3, comentó brevemente a los medios: "Somos conscientes de la situación y es un caso trágico."Petric está actualmente encarcelado en la Institución Correccional Grafton y será elegible para libertad condicional en 2030.